# 按摩と女
『按摩と女』（あんまとおんな）は、1938年に製作・公開された日本映画である。映画監督・清水宏の代表作である。1938年7月7日に公開。上映時間66分。松竹配給。
2008年、石井克人監督、草彅剛主演で『山のあなた〜徳市の恋〜』としてリメイクされた。

## キャスト
以下の出演者名と役名は特に記載がない限りKINENOTEに従った。
- 高峰三枝子 - 三沢美千穂
- 徳大寺伸 - 三沢徳市
- 日守新一 - 三沢福市
- 爆弾小僧 - 三沢研一
- 佐分利信 - 大村真太郎
- 坂本武 - 鯨ヤ主人
- 春日英子 - 女中お菊
- 京谷智恵子 - 女中お秋
- 油井宗信 - 按摩金造
- 二木連 - 鯨ヤ番頭
- 飯島善太郎 - 按摩亀吉
- 大杉恒雄 - 按摩喜夛郎
- 赤城正太郎 - 曳かれる男
- 近衞敏明 - ハイキングの学生[2]
- 磯野秋雄 - ハイキングの学生[2]
- 廣瀨徹 - ハイキングの学生[2]
- 水原弘志 - ハイキングの学生[2]
- 槙芙佐子 - ハイキングの女[2]
- 三浦光子 - ハイキングの女[2]
- 中井戸雅子 - ハイキングの女[2]
- 関かほる - ハイキングの女[2]
- 平野鮎子 - ハイキングの女[2]

## スタッフ
- 監督・脚本：清水宏
- 撮影：斎藤正夫
- 美術：江坂実
- 音楽：伊藤宣二

## リメイク
『山のあなた〜徳市の恋〜』（やまのあなた とくいちのこい）は、2008年5月24日公開の日本映画である。上映時間94分、東宝配給。